# یوشیناگا فوجیتا
یوشیناگا فوجیتا (انگلیسی: Yoshinaga Fujita; 1950 – ۲۰۲۰ (۶۹−۷۰ سال)) رمان‌نویس و فیلمنامه‌نویس اهل ژاپن بود.
وی همچنین برندهٔ جوایزی همچون جایزه نائوکی شده‌است.

## رمان‌ها
- دریفت در توکیو (عنوان ژاپنی  تنتن)
- قورباغه خندان (واراو کائرو)
- قلمرو عشق